# 酒井忠鄰
酒井 忠鄰（さかい ただちか）は、安房国勝山藩の第5代藩主。

## 生涯
延享4年（1747年）、第4代藩主・酒井忠大の次男として江戸で生まれる。長兄の忠筭が早世したため世子に指名される。宝暦6年（1756年）5月18日、父忠大の死去により家督を継いだ。宝暦13年（1763年）10月1日、将軍徳川家治に拝謁する。同年12月9日、従五位下大和守に叙任する。
明和6年（1769年）、明和8年（1771年）に大坂加番を務めたが、このように役職に就いたために出費も激しく、さらに明和7年（1770年）には旱魃も起こり、それによって百姓による騒動が発生した（忍足佐内事件、あるいは勝山藩西領騒動）。この騒動は、金尾谷村名主の忍足佐内が年貢減免・不正を行なう役人の罷免などを求めて起こしたものであるが、勝山藩ではこれを受け入れず、逆に佐内は処刑され、家族は家財没収に処された。しかし百姓側は安永元年（1772年）から安永2年（1773年）にかけて老中に駕籠訴し、訴えが認められて不正役人らは処罰され、佐内の家族も罪を許されて終焉した。
天明元年（1781年）、越前守に転任し、天明2年（1783年）7月に3度目の大坂加番に任じられる。寛政5年（1793年）5月6日、長男の忠和に家督を譲って隠居し、文化6年（1809年）6月27日に死去した。享年63。

## 系譜
父母
- 酒井忠大（父）

正室
- 酒井忠恭の養女 ー 酒井忠用の娘

子女
- 酒井忠和（長男）生母は正室
- 土井利豊正室
- 島津久道室

養女
- 横瀬貞樹室